# Une si jolie mariée
Pour plus de détails, voir Fiche technique et Distribution.
Une si jolie mariée est un téléfilm de la série L'Éveil Hebdo réalisé par Jacques Audoir en 1998 et diffusé pour la première fois le 20 juillet 2003 sur France 3.

## Synopsis
Marc Chauvet, rédacteur à l'Éveil hebdo, croise un jour par hasard une jeune femme fuyant ses noces. Cette rencontre anodine débouchera sur la découverte d'une escroquerie au mariage.

## Fiche technique
- Réalisateur : Jacques Audoir
- Scénario et dialogues : Pierre Fabre, Thierry Bourcy
- Musique : Jean-Claude Petit
- Dates de diffusion : le 20 juillet 2003 sur France 3
- Société de Production: Millésime Productions, France 3
- Pays d'origine :   France
- Année de production : 1998
- Durée : 90 minutes

## Distribution
- Dominique Guillo : Marc
- Sandrine Caron : Caro
- Bernard Fresson : Féfé
- Michèle Moretti : Martine
- Philippe du Janerand : Armand
- Muriel Combeau : Stéphanie, Juliette
- Valérie Leboutte : Maryse, Liliane, Isabelle
- Amélie Glenn : Sophie